# Shallow Be Thy Game
Shallow Be Thy Game – piosenka grupy Red Hot Chili Peppers pochodząca z albumu One Hot Minute wydanego w 1996 roku. Utwór został wydany jako singel tylko na terenie Australii.

## Lista utworów
1. "Shallow Be Thy Game" (Album Version)
2. "Walkabout" (Album Version)
3. "Suck My Kiss" (Live)